# راگنا وترگرین
راگنا وترگرین (انگلیسی: Ragna Wettergreen; ۱۹ سپتامبر ۱۸۶۴ – ۲۷ ژوئن ۱۹۵۸) هنرپیشه اهل نروژ بود.